# Dĩnh Quý phi
Dĩnh Quý phi Ba Lâm thị (chữ Hán: 穎貴妃巴林氏, 7 tháng 3 năm 1731 - 14 tháng 3 năm 1800), xuất thân Mông Cổ Tương Hồng kỳ, là một phi tần của Thanh Cao Tông Càn Long Hoàng đế. Bà còn là mẹ nuôi của Khánh Hy thân vương Vĩnh Lân.

## Cuộc đời

### Nhập cung làm phi
Dĩnh Quý phi Ba Lâm thị sinh ngày 29 tháng 1 (âm lịch) năm Ung Chính thứ 9 (1731), con gái của Đô thống Bát kỳ, Khinh xa Đô úy Nạp Thân (納親), thuộc Mông Cổ Tương Hồng kỳ. Bà kém Càn Long Đế tầm 20 tuổi.
Năm Càn Long thứ 13 (1748), tháng giêng, Ba Lâm thị thông qua Bát kỳ tuyển tú nhập cung, vị phân của bà là Thường tại, thường được gọi là Na Thường tại (那常在). Cùng năm, ngày 12 tháng 4 (âm lịch), thăng Quý nhân. Đến năm thứ 16 (1751), ngày 2 tháng 1, tấn Dĩnh tần (穎嬪). Theo Hồng xưng thông dụng của Nội vụ phủ soạn thảo, chữ Dĩnh theo Mãn ngữ là 「Susultunga」, có nghĩa là "thông minh". Cùng năm đó, ngày 8 tháng 6 (âm lịch), lấy Hiệp bạn Đại học sĩ Thượng thư Lương Thư Chính (梁诗正) làm Chính sứ, Lễ bộ Thị lang Tung Thọ (嵩寿) làm Phó sứ, hành lễ sắc phong Tần vị. 
Năm Càn Long thứ 24 (1759), ngày 21 tháng 11, ra chỉ dụ tấn phong là Dĩnh phi (穎妃). Ngày 18 tháng 12, mệnh Đại học sĩ Tưởng Phổ (蒋溥) làm Chính sứ, Lễ bộ Thượng thư Trần Đức Hoa (陈德华) làm Phó sứ, hành Phi sắc phong lễ. Bà ở vị trí này đến tận khi Càn Long Đế trở thành Thái thượng hoàng.
Trước ngày diễn ra lễ phong Phi, vào ngày 21 tháng 11, Càn Long Đế ban thưởng cho Dĩnh phi cùng Khánh phi và Dự tần mỗi người một mâm san hô triều châu. Đầu tháng 12, trước khi cử hành phong Phi, Càn Long Đế lại thưởng ngân lượng cho Dĩnh phi, cùng Lệnh Quý phi, Khánh phi và Dự tần. Dĩnh phi khi tại vị trú ở Cảnh Nhân cung. Năm Càn Long thứ 29 (1764), ngày 22 tháng 3, phong cho nữ tử học quy củ ở Cảnh Nhân cung làm Võ Thường tại.
Năm Càn Long thứ 32 (1767), tháng 9, Càn Long Đế mệnh Trữ Tú cung Hoàng quý phi (tức Hoàng quý phi Ngụy thị), Cảnh Nhân cung Dĩnh phi, Cố Luân Hòa Tĩnh Công chúa cùng Hòa Thạc Hòa Khác Công chúa đi thăm bệnh con gái của ông là Hòa Thạc Hòa Gia Công chúa. Theo Uy Mã Đương (餵馬檔) ghi lại, ngay trong ngày các vị xuất phát đến thì Hòa Gia Công chúa đã qua đời, thời gian đã muộn. Trong thời điểm Trữ Tú cung Hoàng quý phi Ngụy thị bệnh nặng không thôi, Dĩnh phi thường đến Trữ Tú cung chăm sóc tận tình.

### Tấn phong Quý phi

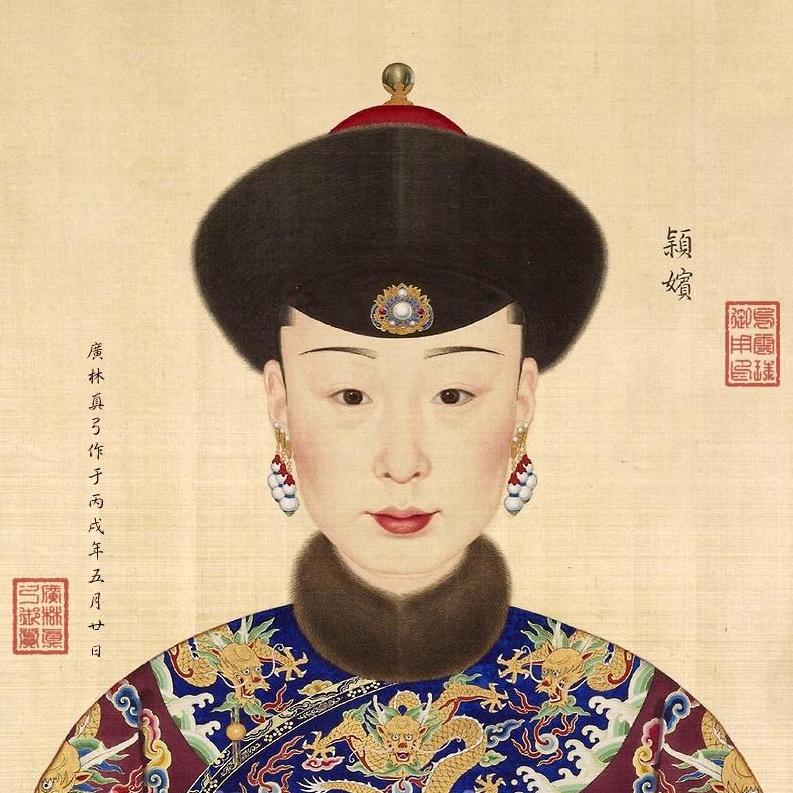
Dĩnh Quý phi Ba Lâm thị

Năm Gia Khánh 3 (1798), ngày 15 tháng 4, Thái Thượng hoàng Càn Long ra chiếu chỉ: ["Dĩnh phi tại vị lâu năm, lại quá tuổi thất tuần, nên tấn phong làm Quý phi"]. Tháng 10 năm đó, mệnh Đại học sĩ Tô Lăng A (苏凌阿) làm Chính sứ, Lễ bộ Thượng thư Đức Minh (德明) làm Phó sứ, hành Quý phi sắc phong lễ.
Sau khi Càn Long Thượng hoàng băng hà, Gia Khánh Đế tôn gọi bà là Dĩnh Quý Thái phi (穎貴太妃), cùng một Thái phi khác là Uyển Quý Thái phi ở tại Thọ Khang cung (壽康宮).
Năm Gia Khánh thứ 5 (1800), ngày 29 tháng 1 (âm lịch), em trai của Gia Khánh Đế là Vĩnh Lân, cũng chính là Hoàng tử do Dĩnh Quý Thái phi nuôi dưỡng, đã một mình tổ chức thọ thần cho bà. Vì không có con cái, lại một mình đơn độc trong thâm cung đã lâu, Ba Lâm thị rất vui. Tuy nhiên Gia Khánh Đế lại nổi giận, gọi em trai tới trách mắng vì hành vi tự tung tự tác. Chính vì điều này, mà thọ thần 70 của bà trở nên nặng nề. Khoảng 20 ngày sau đó, tức ngày 19 tháng 2 (âm lịch), Dĩnh Quý phi Ba Lâm thị qua đời, thọ 70 tuổi.
Năm Gia Khánh thứ 6 (1801), ngày 13 tháng 2 (âm lịch), bà được an táng tại Phi viên tẩm trong Dụ lăng, Thanh Đông lăng.

## Phim ảnh
| Năm  | Phim điện ảnh và truyền hình | Diễn viên        | Nhân vật          |
| 2018 | Như Ý truyện                 | Trương Giai Ninh | Ba Lâm Mi Nhược   |
| 2018 | Diên Hi công lược            | Lưu Lã           | Dĩnh quý nhân     |
| 2018 | Thiên mệnh                   | Lư Uyển Nhân     | Dĩnh quý thái phi |